# Dudesnude
Dudesnude è un sito di incontri rivolto ad un pubblico omosessuale e bisessuale maschile. Il sito, lanciato nel 2002, ha oltre 500.000 iscritti. Lo scopo dichiarato del sito è quello di aiutare individui di sesso maschile a parlare fra loro ed a conoscersi, oltre che a facilitare gli hookup, ossia gli incontri sessuali. Lo slogan del sito è "picture, video, and profile sharing for men!". L'azienda a cui il sito fa riferimento ha sede a Londra.

## Struttura del sito
Effettuato l'accesso, l'utente ha la possibilità di eseguire ricerche scegliendo fra diversi parametri, fra i quali età, altezza, peso, provenienza, pratica del sesso sicuro, quantità di peli, fisicità, dimensioni del pene. L'utente ha inoltre la possibilità di caricare proprie foto, con l'obbligo che almeno una di esse mostri chiaramente una nudità e senza obbligo di mostrare il viso. Per questa scelta Dudesnude è spesso considerato, fra i siti d'incontro gay, quello più esplicito e più sbilanciato sul lato fotografico dei profili, nonostante sia presente anche uno spazio dedicato alla descrizione di sé e di ciò che si sta cercando. Inoltre gli iscritti possono prender parte a diverse community tematiche, riservate ad utenti con particolari interessi od accomunati da alcune caratteristiche fisiche. Ogni utente può scegliere se essere o meno visibile alle altre community.
Il sito è quasi totalmente privo di pubblicità, con l'eccezione di alcuni banner che appaiono ai visitatori non iscritti che visualizzano i profili degli utenti. È invece vietato l'inserimento di inserzioni e pubblicità di ogni tipo da parte degli utenti all'interno dei profili.
Un'altra funzione che caratterizza il Dudesnude, e che è stata poi gradualmente introdotta anche da diversi siti concorrenti, è la validazione opzionale del profilo, che consente agli utenti che decidono di farne uso di dare al proprio profilo un maggior grado di autenticità agli occhi degli altri utenti, dando la certezza che le foto caricate sulla propria pagina siano veramente dell'utente. Ad ogni iscritto è associato un numero identificativo unico. Il sistema di validazione prevede l'invio di foto in cui l'utente mostra il suo ID in modo da permettere allo staff del sito di confrontare le foto caricate sul profilo con quelle inviate per la validazione per stabilirne l'autenticità ed assegnare al profilo la dicitura "Validato".
Il sito è gestito da Invates Ltd., è ospitato da server statunitensi ma è amministrato dal Regno Unito.
La porno star Tory Mason è stata scoperta tramite il suo profilo su Dudesnude.

## Visite e diffusione del sito
Dudesnude riceve più di 72 milioni di visite all'anno. Secondo le classifiche di Alexa il sito è il  7,583º più popolare, è più utilizzato del suo concorrente gay.com, pioniere del dating online fra persone dello stesso sesso, e superato nell'area anglosassone solo da adam4adam e manhunt.net.
Nel 2005 il magazine britannico QX ha recensito il sito dicendo che ha uno dei migliori motori di ricerca nel suo genere.
Dudesnude riceve oltre 163,000$ l'anno grazie ai compensi relativi alle pubblicità, alle iscrizioni, e al negozio online con la sezione relativa ai film pornografici ed ha vinto ad Aprile 2011 un Boyz Magazine scene award.
Dudesnude è diffuso principalmente negli Stati Uniti, in Europa ed in Australia, è popolare in tutto il mondo ma è usato soprattutto negli USA seguiti da Corea del Sud, Canada e Messico; nel 2007  è stato il tema dell'audio collage "Into My Eyes" durante il Gender bender Festival di Bologna.

## Critiche
Diversi gruppi che si occupano di prevenzione delle MST hanno accusato Dudesnude, insieme ai principali altri siti di incontri gay come Manhunt, gay.com, e adam4adam di contribuire, facilitando il sesso occasionale, alla diffusione dell'Hiv e delle altre malattie sessualmente trasmissibili e di facilitare il sesso non protetto. Una ricerca condotta in Australia ha dimostrato che l'uso del condom fra persone che si incontrano tramite Dudesnude è molto basso. In particolare il sito è stato attaccato per la possibilità presente nei profili di selezionare alla voce "sesso sicuro" l'opzione "quando opportuno", possibilità giudicata diseducativa rispetto ai comportamenti relativi al sesso sicuro.